# Haagse TINA
De Haagse TINA is een serie van 62 lagevloertrams, besteld bij fabrikant Stadler door vervoermaatschappij HTM voor haar tramnet in Den Haag. Het betreft driedelige tweerichtingtrams, waarbij twee bakken opgelegd zijn. De trams worden uitgevoerd in de kleuren rood en gebroken wit van R-net. De HTM heeft bij de originele bestelling van 56 stuks, een optie genomen op nog eens 44 stadstrams van dit type. Van de optie zijn eind 2024 al 6 stuks ingelost. Eind 2023 mocht het publiek suggesties doen, zo is de ruimte voor rolstoelen groter ontworpen. In de avond van 8 augustus 2025 is het eerste voertuig, de 7001, in Den Haag aangekomen bij remise Zichtenburg.

## Redenen voor aanschaf
Deze trams gaan de laatste van de oudere GTL-trams vanaf 2026 vervangen. Hoewel enkele tientallen GTL-trams nog dagelijks rijden worden voor de aanschaf drie hoofdredenen gegeven:
- De GTL-trams zijn gebouwd in de vroege jaren tachtig, respectievelijk negentig en raken aan het einde van hun levensduur.
- Vanaf 2020 moet het openbaar vervoer in Nederland integraal toegankelijk zijn. Daarvoor moeten trams een gelijkvloerse instap bieden.
- De capaciteit van enkele lijnen zit aan haar grens. Er zijn grotere voertuigen nodig om meer reizigers te kunnen vervoeren.

## Technische beschrijving
Deze trams zijn van het type Total Integrierter Niederflur-Antrieb (TINA) van Stadler. Het concept komt overeen met dat van de RegioCitadis. In tegenstelling tot dit type heeft de TINA een lagevloeraandeel van 100%. Het verschil met de Avenio is dat de TINA twee opgelegde wagenbakken heeft en de Avenio niet. Met een lengte van 36,5 m zijn ze nauwelijks korter dan de RegioCitadis en met 2,65 m even breed. De capaciteit is 230 personen, waarvan er 84 kunnen zitten. De trams kunnen ongeveer twee kilometer zonder bovenleiding rijden, wat nodig zal zijn op onder meer het terrein van de TU Delft.

## Infrastructuur
Omdat de TINA's 30 cm breder zijn dan de GTL-trams werden en worden halteperrons, bovenleidingmasten en rails aangepast. Naast de aanschafkosten voor de nieuwe trams zijn grote kosten gemaakt om de infrastructuur geschikt te maken.